# Latinius Pande
Latinius Pande (en llatí Latinius Pandus), va ser un governador romà del segle i.
Va ser propretor a la província de Mèsia durant el regnat de l'emperador Tiberi a la primera meitat del segle i. Pande va morir a la província que governava, probablement en exercici del càrrec. En parla Tàcit als seus Annals.